# 罗梅什·钱德拉
罗梅什·钱德拉（1919年3月30日—2016年7月4日）是印度共产党领袖，曾任世界和平理事會主席。

## 生平
1919年3月30日出生。曾在拉合爾和英国剑桥大学学习，并获得学位。
1934年到1941年在拉合爾担任学生会主席，1939年加入印度共产党，参加印度独立运动，1952年跻身进入党中央委员会。1958年成为国会议员，并进入党中央执行委员会。从1963年到1967年，他是印度共产党全国委员会中央秘书处成员。期间担任党刊《新时代》编辑。
1952年至1963年担任全印度和平理事会总书记。1953年加入世界和平理事會，同年成为总书记，1977年任主席。
曾多次在联合国致辞。1964年获世界和平理事会颁发的约里奥-居里金质和平奖章。1968年获苏联颁发的列寧和平獎，1975年获授各民族人民友谊勋章。1979年1月25日获捷克斯洛伐克社会主义共和国颁发的“友谊勋章”。
1971年曾批评北大西洋公约组织是“对世界和平的巨大威胁”。在2000年雅典举办的世界和平理事会大会中，钱德拉当选为荣誉主席。
2016年7月4日在孟买去世。